# Rondos (distrito)
O Distrito peruano de Rondos é um dos sete distritos que formam a Província de Lauricocha, situada no Departamento de Huánuco, pertencente a Região Huánuco, na zona central do Peru.

## Transporte
O distrito de Rondos é servido pela seguinte rodovia:
- HU-109, que liga a cidade de La Unión ao distrito de Queropalca
- HU-110, que liga a cidade de San Miguel de Cauri ao distrito de Chavinillo [1][2][3]